# Offingen
Offingen település Németországban, azon belül Bajorországban. Lakosainak száma 4429 fő (2023. december 31.). Offingen Dürrlauingen, Günzburg, Rettenbach és Burgau községekkel határos.

## Népesség
A település népessége az elmúlt években az alábbi módon változott:
| Lakosok száma | 873  | 2536 | 2719 | 3330 | 4132 | 4219 | 4288 | 4241 | 4255 | 4429 |
|               | 1875 | 1950 | 1975 | 1987 | 2012 | 2014 | 2016 | 2017 | 2021 | 2023 |